# Włocławská přehradní nádrž
Włocławské jezero (polsky Zbiornik Włocławski – Włocławská nádrž) je přehradní nádrž na řece Visle, která vznikla v roce 1970 po vybudování přehradní hráze u Włocławku v Kujavsko-pomořském vojvodství. Táhne se proti proudu řeky až k Płocku v délce 58 km. Jedná se o největší umělé jezero v Polsku.
Nádrž má tvar dlouhého rinového jezera s průměrnou šířkou 1,2 km. Má relativně krátkou dobu retence, jež trvá průměrně 5 dní.
Vzhledem k významnému množství organických látek v nádrži (kolem 11,5 % klasického sedimentu) zde vzniká přibližně 400 mg metanu na 1m2 denně (což dává průměrně 27 % z celkové emise plynů z usazenin, která je denně průměrně na úrovni 3114 ml m−2d−1). Proto je jezero považováno za významný zdroj skleníkových plynů.

## Funkce
Nádrž má 3 hlavní funkce:
- Retence – v době, kdy je voda ve Visle vysoká, nádrž zastavuje povodňovou vlnu.
- Energetická – v přehradní hrázi ve Włocławku se nachází vodní elektrárna.
- Turistická –  u Włocławského jezera vzniklo několik turistických center jako: Marina Zarzeczewo, Wistka Szalechecka, Soczewka, Murzynowo.

## Protipovodňová ochrana
Włocławské jezero je v podstatě průtoková nádrž. Od roku 2004 slouží v případě vysoké hladiny vody jako nádrž retenční.

### Povodeň 2010
V rámci příprav na povodňovou vlnu bylo z nádrží 17. května vypouštěno 3000 m3/s vody. Dne 22. května činil přítok 6000 m3/s, a průtok 5700 m3/s. Během kulminace, tedy dosažení nejvyšších hodnot, se předpokládal průtok 6300 m3/s, avšak 23. května ve 14 hodin, kdy k ní došlo, byla hladina vody nižší, než se původně předpokladalo, protože v městečku Swinary u Płocku praskl protipovodňový val.

### Povodeň 2014
Během vzestupu hladiny Visly 22. května 2014 přitékalo do Włocławské nádrže 4900 m3/s, přičemž odtok byl 4300 m3/s. Díky tomu se podařilo povodňovou vlnu vyrovnat a snížit riziko povodní v dolní části Visly.

## Turistika

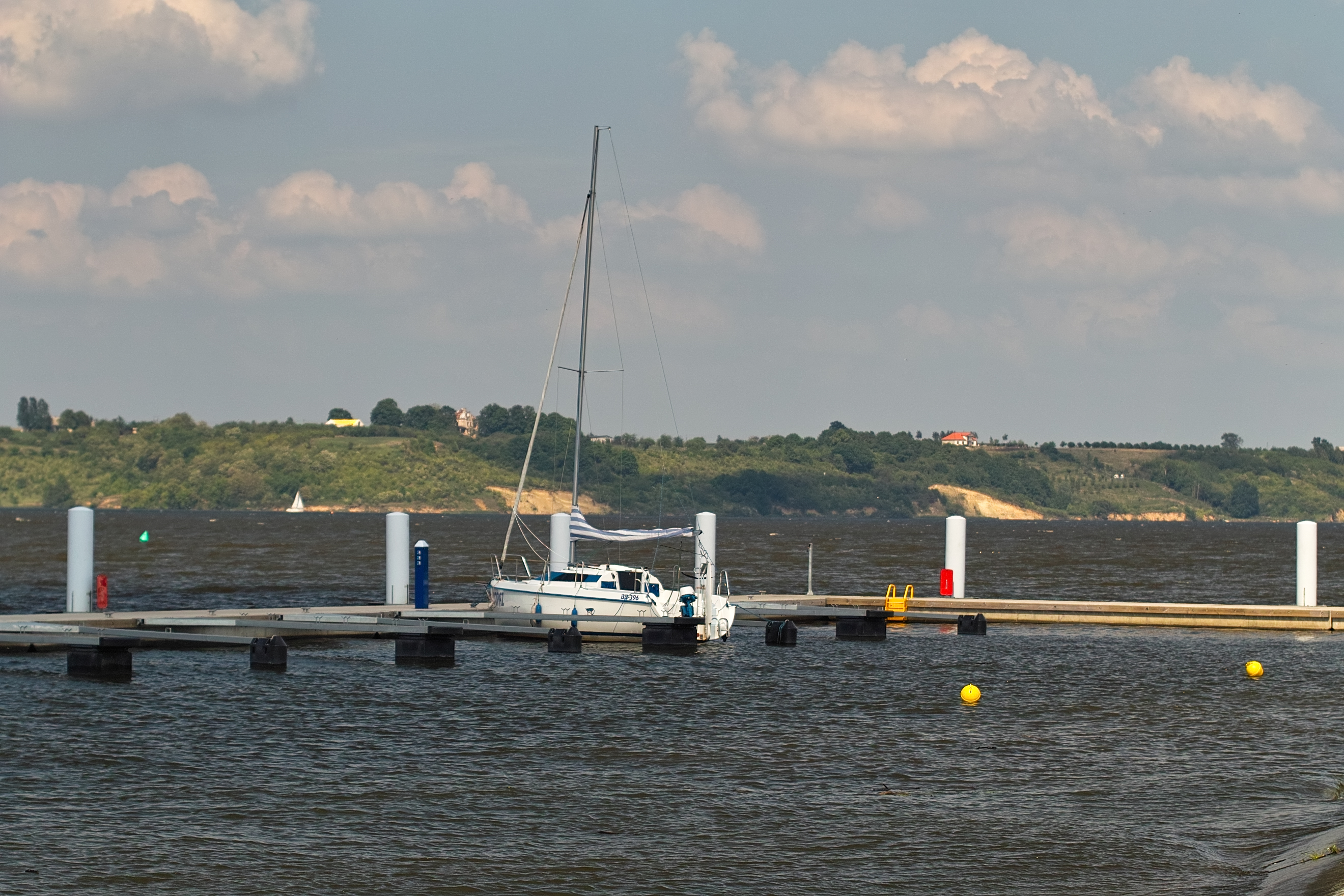
Přístav na Włocławském jezeře

Turistická hodnota jezera zatím není plně doceněna, zejména kvůli dlouhodobému zanedbávání kvality zdejší vody a nedostatku investic do infrastruktury (přístavy, turistické informace, základny). Situace se ale postupně mění. Zasloužila se o to hlavně akce „Rok řeky Visly“ a související iniciativy. Rada města Płock připravila speciální webovou stránku a dvě největší města v okolí, Płock a Włocławek, investuji do infrastruktury, mezi jiným do přístavu, který se nachází u ústí řeky Zgłowiączky, jež vtéká do Visly, nebo do městského přístavu na Włocławském jezeře.